# 塚田優
塚田 優（つかだ ゆたか、1988年 - ）は、日本の美術評論家。

## 経歴
『美術手帖』第15回芸術評論募集に「キャラクターを、見ている。」が次席。

## 著作
- 『グラフィックデザイン・ブックガイド　文字・イメージ・思考の探究のために』（共著、グラフィック社、2022）

## 論文
- 「日本デザイン史におけるイラストレーションの定着とその意味の拡大について―1960年代の言説を中心に」（『多摩美術大学研究紀要』第34号、2020年）[3]